# Дусай-Кичу
Дусай-Кичу́ (тат. Дусай-Кичү) — село в Мензелинском районе Республики Татарстан, в составе Новомелькенского сельского поселения.

## Этимология
Топоним произошёл от гидронима «Дусай» и татарского слова «кичү» (брод, переправа).

## География
Село находится на берегу Нижнекамского водохранилища, в 17 км к востоку от районного центра, города Мензелинска.

## История
В окрестностях села выявлен археологический памятник — Дусай-Кичуйское селище (пьяноборская культура).
Село известно с 1731 года. До 1860-х годов жители относились к категории государственных крестьян. Основные занятия жителей в этот период – земледелие и скотоводство, были распространены пчеловодство, извоз, изготовление лаптей.
В период Крестьянской войны 1773–1775 годов рядом с селом располагался отряд из 300 человек под командованием Миная Султыкова и Сагита Давыдова, состоявший в том числе из жителей села.
Мечеть в селе известна со второй половины XVIII века (в 2010 году отреставрирована), в 1831 году при ней был открыт мектеб. 
В «Списке населенных мест по сведениям 1870 года», изданном в 1877 году, населённый пункт упомянут как деревня Досайкичева 5-го стана Мензелинского уезда Уфимской губернии. Располагалась при реке Ике, по левую сторону почтового тракта из Мензелинска в Бирск, в 17 верстах от уездного города Мензелинска и в 27 верстах от становой квартиры в деревне Кузекеева (Кускеева). В деревне, в 55 дворах жили 292 человека (153 мужчины и 139 женщин, татары), были мечеть, училище. Жители занимались земледелием, скотоводством, пчеловодством, извозничеством, плетением лаптей.
В начале XX века земельный надел сельской общины составлял 1311,8 десятины.
До 1920 года село относилось к Старо Мелькенской волости Мензелинского уезда Уфимской губернии. С 1920 года в составе Мензелинского кантона ТАССР. С 10 августа 1930 года в Мензелинском районе.
В 1929 году в селе организован колхоз «Кзыл Кичу». С 2002 года село в составе общества с ограниченной ответственностью «Мелькен», с 2015 — общества с ограниченной ответственностью «Органик Групп».

## Население
| 1795 | 1859 | 1870 | 1906 | 1913 | 1920 | 1926 | 1938 | 1949 | 1958 | 1970 | 1979 | 1989 | 2002 | 2010 | 2017 |
| ---- | ---- | ---- | ---- | ---- | ---- | ---- | ---- | ---- | ---- | ---- | ---- | ---- | ---- | ---- | ---- |
| 230  | 276  | 292  | 490  | 618  | 611  | 622  | 648  | 557  | 354  | 356  | 305  | 215  | 136  | 102  | 96   |

Национальный состав села — татары>.

## Экономика
Жители села работают преимущественно в крестьянских (фермерских) хозяйствах, в ООО «Органик Групп», занимаются полеводством, молочным скотоводством.

## Инфраструктура
В селе действуют клуб, фельдшерско-акушерский пункт (оба – с 1974 года).

## Религия
Мечеть.